# Turismul medical în Republica Moldova
Turismul medical în Republica Moldova – direcția industriei turismului, oferind tratament de înaltă calitate pacienților străini. Industria în fiecare an devine mai populară, iar numărul turiștilor medicali depășește 30% din numărul total al pacienților din clinicile din Moldova. Cetățenii străini vin în Moldova pentru un tratament de calitate, pe care ei nu îl pot primi sau plăti în propria țară.

## Istoria turismului medical în Moldova
În Moldova, turismul medical a luat naștere în 2009. Până în anii 2000, calitatea serviciilor medicale din țară a fost subestimată, însă nu inferioară competitorilor din țări europene precum Germania, Franța și Italia. Primii pași în dezvoltarea turismului medical au fost făcuți de catre Mihail Ceropitoi, directorul primei companii de turism dentar, care a adus primul pacient străin în Moldova pentru tratament.
Din anul 2017, guvernul a contribuit, de asemenea, la industrie, dar nu reglementează industria. Pacienții frecvenți ai clinicilor din Moldova sunt turiști din România, Rusia, Ucraina, Polonia, Turcia, Bulgaria și Israel.
| Țări     | Procentajul total al turiștilor |
| -------- | ------------------------------- |
| Romania  | 19.3%                           |
| Rusia    | 9.8%                            |
| Ucraina  | 8.0%                            |
| Polonia  | 5.7%                            |
| Turcia   | 2.0%                            |
| Bulgaria | 1.4%                            |
| Israil   | 1.2%                            |

Sursa: 
Pacienții străini sunt atrași de calitatea înaltă a serviciilor medicale din Moldova, precum și de prețurile accesibile pentru îngrijirea dentară și chirurgicală, climatul plăcut și serviciul de hotel ieftin. Tratamentul bolilor complexe este costisitor în Europa sau în America. În Moldova, tratamentul într-o clinică privată costă mai puțin decât într-un spital obișnuit în străinătate.
Potrivit directorului Agenției Naționale de Turism, Stanislav Rusu, în fiecare an peste 35% din străinii care vizitează Republica Moldova vin în țară pentru tratament. Majoritatea turiștilor medicali preferă stațiunile balneare din Moldova.În 2018, au fost 15 835 cetățeni străini care au vizitat Moldova pentru a primi servicii medicale de înaltă calitate.

## Tipuri de turism medical în Moldova
În Republica Moldova, nu numai turismul medical este relevant, ci și diagnosticul și wellness. Pacienții din alte țări pot fi supuși unui examen calitativ în clinicile țării, precum și să selecteze și să viziteze una din zecile stațiuni de sănătate din Moldova.
Diagnosticul bolilor se efectuează în conformitate cu protocoalele și standardele medicale internaționale. Pacienții se supun unei examinări aprofundate în clinici private echipate cu echipamente noi, garantând diagnostice veridice și corecte. Rezultatele testelor sunt date pacienților in mâină, pe baza cărora medicul face un curs de tratament.
Pe teritoriul Republicii Moldova există mai mult de 80 de stațiuni, care sunt vizitate anual nu numai de cetățenii țării, ci și de sute de pacienți străini.În anul 2018, peste 300 de turiști medicali au fost tratați în sanatoriile din Moldova.
Datorită climatului său blând și plăcut, Moldova este o țară ideală pentru turismul de reabilitare. Cele mai renumite stațiuni balneoclimaterice sunt sanatoriile din orașul Vadul-lui-Vodă. Cele mai populare sanatorii fiind «Nistru» din orașul Camenca si «Codrul» din raionul Calarași. Turiștii vizitează și zona de agrement din rezervația Codrii. Agențiile implicate direct în turismul medical organizează excursii speciale pentru pacienții străini.

## Destinații turistice medicale în Moldova
Principalele domenii ale turismului medical în Moldova sunt stomatologia, tratamentul hepatitei virale C, oftalmologia, chirurgia plastică, planificarea familială. Furnizarea acestor servicii în alte țări implică costuri mari care nu sunt incluse în asigurarea medicală, astfel încât pacienții sunt forțați să solicite tratament în străinătate.

### Stomatologie
Serviciile dentiste din Moldova sunt cele mai solicitate în rândul pacienților străini. Acest lucru se explică prin faptul că și cele mai simple proceduri stomatologice din străinătate sunt costisitoare. În Moldova, politica de prețuri pentru serviciile dentare este mai puțin rigidă, dar din punctul de vedere al calității ei nu sunt inferioare celor europene. Potrivit medicilor dentiști din Moldova, peste 70% din pacienții lor sunt străini. În fiecare lună mai mult de 50 de clienți sunt din Italia, Franța, America și Rusia. Pacienții primesc pachetul complet de servicii: restabilirea dinților, proteze, tratamentul cariilor, îndepărtarea și albirea dinților.
Sunt asigurate consultații medicale la distanță on-line pentru turiștii medicali, precum și excursii medicale în Moldova, care includ achiziții de bilete, rezervarea la hotel și excursii de vizitare a obiectivelor turistice. Pentru pacienții străini este stabilit un curs preliminar de tratament și se determină costul aproximativ al terapiei și durata de ședere a pacientului în Moldova.

### Tratamentul pentru hepatita C
Tratamentul Hepatitei C în Republica Moldova este una dintre principalele direcții de turism medical din țară. Începând cu 1997 și până în 2012, în țară numărul persoanelor infectate cu hepatita C a atins o scară critică - mai mult de 40.000 de persoane. Acestea sunt rate foarte mari, având în vedere că populația este de 4.057.420 de persoane. Odată cu lansarea Programului național pentru tratamentul hepatitei virale, statisticile privind morbiditatea și mortalitatea au scăzut de la 6,14% la 1,32% la 100 000 de populație.
În 2018, peste 4 000 de pacienți au primit tratament gratuit pentru hepatita C în Moldova. Hepatologii moldoveni, care oferă anual tratament miilor de cetățeni locali, ajută și pacienții străini. În Republica Moldova este autorizată oficial vânzarea de medicamente generice, care nu pot fi cumpărate în alte țări. Moldova aparține țărilor cu un nivel scăzut de dezvoltare și cu o răspândire largă a hepatitei virale în rândul populației, prin urmare prețurile la medicamente sunt mai accesibile aici.
Diagnosticul hepatitei C în Moldova se efectuează în conformitate cu standardele internaționale, folosind echipamente și tehnologii moderne. Pentru detectarea hepatitei C se utilizează următoarele metode: diagnosticul PCR, testele sanguine generale și biochimice, fibroscanarea, ultrasunetele, biopsia hepatică. Rezultatele sunt date pacientului în mâinile sale, iar medicul curant este angajat în descifrarea testelor și face un curs de tratament detaliat.
În Moldova, pacienții străini sunt examinați în clinici private și apoi sunt supuși unui tratament, care include tratamentul generic, care include substanțe active – sofosbuvir, daclatasvir, ledipasvir, velpatasvir. Rezultatele utilizării terapiei antivirale ating 97% dintre pacienții complet vindecați, iar medicamentele produc efecte secundare minime. 

### Oftalmologie
Oftalmologia și tratamentul bolilor oculare sunt pe larg folosite în întreaga lume. În clinicile private din Chișinău, pacienților li se oferă diagnosticarea înaltă a preciziei de acuitate vizuală, măsurarea presiunii intraoculare, biometrice și tonometria ochiului. Turiștii medicali sunt atrași de prezența unui echipament oftalmologic modern, cu ajutorul căruia medicii moldoveni fac diagnosticul corect, iar tratamentul se efectuează prin metode noi, minim invazive. 
Procedurile pentru corectarea vederii cu laser necesită ca acestea să fie conduse de un specialist înalt calificat, folosind echipamente moderne. Există mai mult de 20 de clinici în Moldova unde lucrează medici cu experiență, oferind o gamă largă de servicii oftalmologice pentru cetățeni și nerezidenți. 

### Chirurgie plastică
Chirurgia plastica in Moldova este solicitată în rândul pacienților din străinătate. Această direcție implică utilizarea celor mai noi tehnologii și echipamente, iar chirurgii moldoveni s-au dovedit a fi ca specialiști cu înaltă calificare și cu experiență. În Republică, serviciile de chirurgie estetică sunt furnizate numai în câteva clinici private, însă această zonă se dezvoltă în mod progresiv. Cele mai populare operații sunt chirurgia mamară și liftingul feței, care sunt de șapte ori mai scumpe în Europa decât în clinicile din Moldova. 

### Planificarea familiei
Planificarea familială este un proces complex și de lungă durată care trebuie să aibă loc sub supravegherea unui specialist cu experiență. Centrele private din Moldova au avut o bună reputație în acest domeniu. Pe lângă o gamă largă de servicii ginecologice și pediatrice, în clinicile private din țară – TerraMed, Repromed, Medpark – se utilizează metode moderne de depășire a infertilității, cum ar fi fertilizarea in vitro (FIV). Medicii moldoveni au contribuit la nașterea a peste 2.000 de copii. 

## Sistemul de turism medical în Moldova
Sistemul de turism medical din Moldova este organizat în mai multe etape – în primul rând, pacientul primește o consultare on-line și apoi face o programare cu un specialist și vine pentru tratament. Terapia și examinarea pacienților străini se efectuează numai în clinici și centre medicale private, aflate în Chișinău . În 2018, în oraș au fost înregistrate peste 90 de clinici și birouri medicale private. Majoritatea clinicilor au departamente de turism medical care organizează excursii, cazarea și tratamentul pacienților străini. 
Tratamentul pacienților din străinătate se efectuează în același mod ca și pentru cetățenii țării, în aceleași condiții, fără marje suplimentare. Înainte de tratament, pacientul trebuie să facă o depunere, care este returnată la sfârșitul tratamentului. 
Costul tratamentului variază ușor în instituțiile medicale din țară, în funcție de localizarea și natura serviciilor furnizate. In alegerea unei clinici, pacienții străini evaluează recenziile referitoare la medici care lucrează în ea și reputația centrului medical. 
Medicii moldoveni vorbesc bine limba română și rusă, dar, dacă este necesar, este angajat un traducător experimentat pentru un pacient străin care îl ajută să comunice cu medicii în timpul șederii sale în Republica Moldova. 
Turiștii medicali aleg de sinestătător clinici și medici care îi vor trata, dar pot căuta de asemenea ajutor de la companiile implicate în organizarea de excursii medicale.